# Partizanski roman
Partizanski roman je vrsta vojnega romana, ki je nastajala v drugi polovici 20. stoletja v okviru jugoslovanskega prostora in je tematizirala dogajanje med drugo svetovno vojno, s posebnim ozirom na partizansko tematiko, v smislu partizanskega življenja, bojev z okupatorsko vojsko in vaškimi stražami oz. domobranci v letih 1941–1945. Je sestavni del slovstva NOB, ki poleg leposlovja zajema tudi dokumentarno literaturo. Kadar nastaja po zgodovinskih virih in je oddaljen od izkušenj pisca, je to zgodovinski roman.

## Nastanek in razvoj
Partizanski roman je temeljni del književnosti NOB. Za razliko od lirike in dramatike se je začel šele po drugi svetovni vojni in nastajal skozi celo drugo polovico 20. stoletja. Vojne razmere nastanku daljših knjižnih del niso dajale veliko možnosti, revolucijske okoliščine pa so izražale zahtevo po književnosti, ki bo čim jasneje, učinkoviteje, hitreje, kratko in jedrnato izražala težnje narodnoosvobodilnega gibanja, kar je bil tudi glavni cilj književnosti, ki je nastajala med vojno. 
Nekaj daljše pripovedne proze s partizansko tematiko je nastajalo že med vojno, vendar je bila bodisi nedokončana (iz leta 1942 nedokončana povest Čudež nad Bistro Mirana Jarca, ki je istega leta padel) bodisi so izšla šele po vojni (novela Modre dekliške oči za Paveliča in povest Andante patetico Vitomila Zupana). Starejši avtorji so se navezovali še na predvojno tradicijo socialnega realizma (Ciril Kosmač, Miško Kranjec), mlajši pa so se po vojni usmerili k novejšim tokovom  (Vitomil Zupan, Vladimir Kavčič). Partizanski romani, ki so nastali na podlagi osebnih spominov, se lahko pojavijo tudi v obliki  dnevniških romanov (Edvard Kocbek, Matevž Hace).

### Značilnosti
Kot velja za dela, ki so nastala kmalu po vojni, tudi partizanski roman ne pripada nobenemu konkretnemu literarnemu toku, pač pa gre za medsebojno prepletanje različnih smeri, pri čemer  velja za vodilno smer socialnega realizma. Le-ta je namreč najbolj ustrezal temeljni tendenci književnosti NOB: prikaz duhovne podobe človeka, ki je dejaven nosilec osvobodilnega boja in revolucionarnih sprememb. S takimi značilnostmi je lahko književnost neposredno služila cilju narodnoosvobodilnega boja in bila tako uporabljena za dosego socialnih ciljev nove ideologije.
Postopoma se je otresel tendenčnosti in se hkrati prilagajal novim literarnim tokovom. K čim objektivnejšemu prikazu medvojnega dogajanja je stremel Miško Kranjec, ki je z romanom Za svetlimi obzorji ustvaril zgodovinsko dokumentiran prikaz revolucionarnih let v času narodnoosvobodilnega boja. Ciril Kosmač je po drugi svetovni vojni izpostavljal moralno perspektivo: motive junaštva (heroičnosti) in izdajstva  (Balada o trobenti in oblaku). Zupanov junak je intelektualec, individualist, nekonformist, upornik, izobčenec iz družbe (Menuet za kitaro). Benu Zupančiču v romanu Sedmina vojno dogajanje, postavljeno v okupirano Ljubljano, služi le kot okvir drugi problematiki. Tone Svetina je partizansko obdobje predstavil v obsežni trilogiji Ukana (dopolnil jo je še s 4. in 5. knjigo), ki je med bralstvom dosegla veliko popularnost.

## Pregled ostalih del
- Edvard Kocbek: spominske partizanske knjige Tovarišija (1949), Slovensko poslanstvo (1964), Listina (1976)
- Karel Grabeljšek: Dolomiti se krušijo (1955), Pomlad brez lastovk (1957), Most (1959), Med strahom in dolžnostjo, 1967)
- Vladimir Kavčič: (trilogija Žrtve, 1968–70, Zapisnik, 1973)
- Stanka Vilhar: Sence pod Matajurjem (1963)
- Mimi Malenšek: Daj mi roko, pomlad (1957)
- Vasja Ocvirk: Soncu ni verjeti (1960)
- Miško Kranjec: Nad hišo se ne kadi več (1960)
- Matej Bor: Daljave (1961)
- Mitja Vošnjak: Onkraj ceste se spet začenja življenje (1963)
- Stanka Vilhar: Sence pod Matajurjem (1963)
- Mile Pavlin: Čigav si? (1964)
- Nada Matičič: Ljudje z rdečim nebom (1969)
- Ivo Zorman: V tem mesecu se osipa mrak (1969)
- Niko Košir: Mojih šestošestnajst partizanskih dni (1988)
- Janko Perat: Krokarjeva jesen (1988)
- Rudi Šeligo: Izgubljeni sveženj (2002)
- Nedeljka Pirjevec: Saga o kovčku (2003)
- Jože Snoj: Ubijanje kače (2011)
- Zdenko Kodrič: Opoldne zaplešejo škornji (2011)
- Drago Jančar: To noč sem jo videl (2011)
- Maruša Krese: Da me je strah? (2012)

## Partizanski roman v filmu
V drugi polovici dvajsetega stoletja je tako v Sloveniji kot v Jugoslaviji nastajalo veliko filmov s partizansko tematiko, med drugim tudi po knjižni predlogi. Primeri takih filmov, ki so bili posneti po slovenskih partizanskih romanih, so:
- Balada o trobenti in oblaku (1961), v režiji Franceta Štiglica
- Sedmina (1969), v režiji Matjaža Klopčiča
- Med strahom in dolžnostjo (1975), v režiji Vojka Duletiča
- Nasvidenje v naslednji vojni (po Zupanovem romanu Menuet za kitaro; 1980), v režiji Živojina Pavlovića